# 黃芳彥
黃芳彥（1947年9月18日—2021年1月26日），台灣南投縣草屯鎮人，台灣麻醉科醫師，專長於心臟血管及胸腔外科麻醉，為台灣心臟麻醉手術方面之權威。中華民國法務部通緝犯之一。於2008年底，逃亡美國加州爾灣附近。據傳居住於加州聖地牙哥，曾有台灣人於該地景點時尚谷購物中心發現其行蹤。曾經常在加州爾灣的高爾夫球場打高爾夫球。

## 經歷
黃芳彥從國立台灣大學醫學系畢業後，曾任台大醫院麻醉科主任（1987至1992年）、副教授；1990年起參與籌建新光醫院；1992年離開台大醫院後，前往新光醫院擔任醫療副院長（1992至2008年）兼麻醉科主任（1992至2001年）。
黃芳彥與中華民國前總統陳水扁一家結緣已久，當年吳淑珍車禍送到台大醫院時，由黃擔任麻醉醫師，因而與陳水扁一家認識，而手術後一連串的復健工作，也由黃擔任台大醫院物理治療師的妻子黃麗麗負責，使後來兩家的交情相當深厚。陳水扁當選總統後，黃有機會擔任總統醫療團召集人。另於2002年SARS事件時，黃接任專責醫院國軍松山醫院總指揮，可見陳水扁對黃的倚重。
陳水扁卸任後，黃芳彥因捲入SOGO禮券案、SOGO經營權案及扁家海外洗錢案等多項弊案，於2008年11月秘密前往美國，行蹤成謎；特偵組在其新光醫院辦公室及住所內搜出新台幣1000萬元現金並扣押。黃原列扁家洗錢案證人，但因其赴美後特偵組多次傳喚未到，2009年3月3日改列被告，3月18日發布通緝，時效25年至2034年。

## 個人生活
黃芳彥家族是南投縣草屯鎮當地望族，黃的五個兄弟均為醫師，家族有因癌症而死亡的病史（五兄弟中的三人因癌症病逝）。
- 祖父黃春帆曾在台灣日治時期擁有當地高達300多台甲的土地，並開闢草屯知名的龍泉圳供農業灌溉。
- 父黃維騰曾到日本留學，並曾任職台中客運和台中七信總經理。
- 母張愛信為前台中市長張啟仲的妹妹。
- 表姪為國民黨籍前台中市議會議長張宏年，
- 表姪孫為現任國民黨籍台中市議員張彥彤。
- 妻乳癌病逝。
- 長子氣喘病逝。
- 次子目前定居美國。

## 死亡
2021年1月28日，根據媒體的報導，黃芳彥於1月23日或24日在美國加州死亡，陳屍車內，享壽74歲。黃的醫師弟弟黃重彥證實其死訊，確切時間和原因有待調查。1月28日，美國加利福尼亚州橙縣法醫所驗屍官辦公室證實，74歲的黃芳彥是自殺身亡，死於槍傷，而非外界傳聞的服藥過量。臺灣臺北地方檢察署表示，黄芳彦若確實身亡，所涉案件將作不起訴處分。
2022年8月4日，臺北地檢署接獲外館通報，證實黃芳彥已於去年1月死亡，檢方依刑事訴訟法將黃以不起訴處分。

## 外部連結
- 舅舅張啟仲告別式黃芳彥缺席，中時電子報，2009-02-27
- （页面存档备份，存于） 通緝黃芳彥 時效25年，自由電子報，2009-03-19
- （页面存档备份，存于） 涉扁家洗錢案遭通緝　黃芳彥逃美13年「陳屍車內」，TVBS新聞網，2021-01-28